# جان لوریمر وردن
جان لوریمر وُردِن (به انگلیسی: John Lorimer Worden) ادمیرال نیروهای اتحادیه و سپس نیروی دریایی ایالات متحده آمریکا و کاپیتان کشتی جنگی یواس‌اس مانیتور در جنگ داخلی آمریکا بود.
ژنرال وُردِن در نبرد هامپتون رودز که مهم‌ترین جنگ دریایی در زمان جنگ داخلی آمریکا بود، فرماندهی کشتی آیرونکلاد یواس‌اس مانیتور را در برابر کشتی آیرونکلاد سی‌اس‌اس ویرجینیا بر عهده داشت.
گفته شده‌است که پرزیدنت لینکلن احترام زیادی برای آدمیرال وُردِن قائل بود.

## نگارخانه

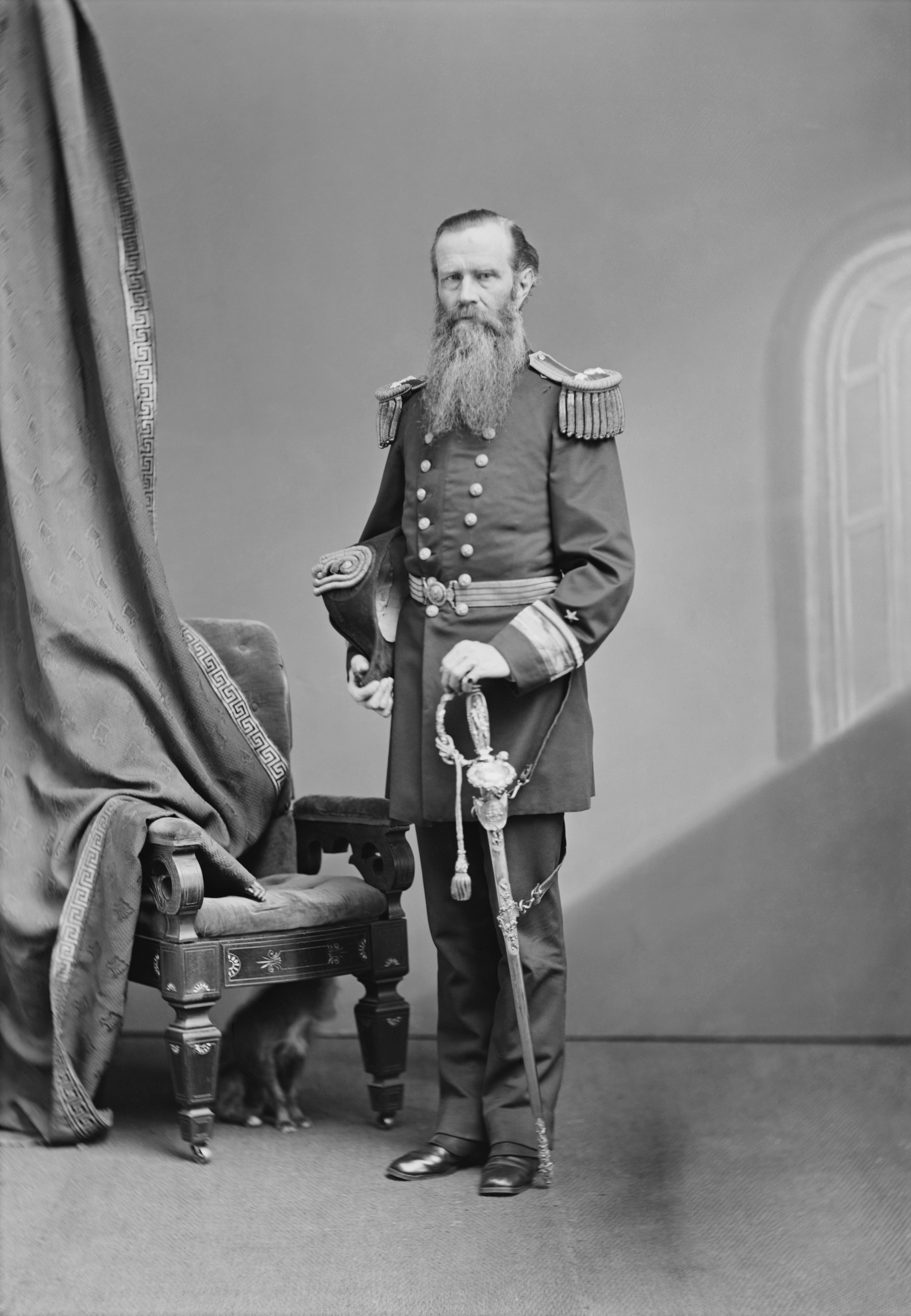
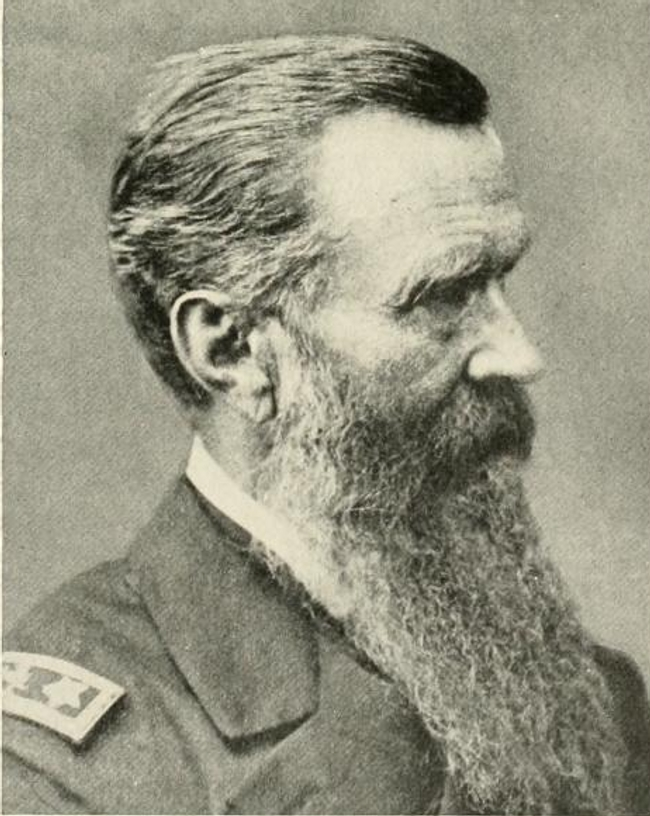